# イリーガル (2010年の映画)
『イリーガル』（Illegal, フランス語: Illégal）は、不法滞在のためベルギーの入国管理局に拘束された移民を描いた2010年のベルギー映画。2010年の第63回カンヌ国際映画祭の並行企画である監督週間にて上映され、日本では2011年の第6回UNHCR難民映画祭にて上映された。また、第83回アカデミー賞アカデミー外国語映画賞のベルギー代表作品となった（ノミネートには至らず）。

## 出演者
- Anne Coesens - Tania
- Alexandre Golntcharov - Ivan
- Frédéric Frenay - Policier 1
- Esse Lawson - Aissa
- Olivier Schneider - Policier 2

## 参照
1. ↑  “Illégal” (フランス語、英語).   カンヌ映画祭 監督週間. 2014年5月20日閲覧。
2. ↑  “Refugee Film Festival 難民映画祭-上映作品-イリーガル”.   UNHCR難民映画祭. 2014年5月20日閲覧。
3. ↑  “Belgium selects 'Illegal' for Oscars”. Variety. 2010年9月28日閲覧。
4. ↑  “9 Foreign Language Films Continue to Oscar® Race”. oscars.org. 2011年1月19日閲覧。